# История на правото
Историята на правото е наука, изучаваща развитието на правото.
Историята на правото е тясно свързано с развитието на цивилизацията. Древноегипетското право, датиращо от третото хилядолетие пр.н.е., съдържа граждански кодекс, който вероятно е разделен на дванадесет книги. То се основава на концепцията за Маат, характеризираща традицията, риторичната реч, социалната равнопоставеност и безпристрастността. Към 2200 г. пр.н.е., шумерският владетел Ур-Наму формулира първия законник, която се състои от казуистични твърдения („ако... то ...“). Около 1760 г. пр.н.е., цар Хамурапи доразвива вавилонското право, систематизира го и го записва на камък. Хамурапи поставя няколко копия на законите си из цялото Вавилонско царство като стели, за да бъде видяно от всички това, което остава известно като „Законника на Хамурапи“. Най-запазената стела е открита през 19. век от британски асиролози и е напълно транслитерирана и преведена на различни езици, включително английски, немски и френски език.
Старият Завет датира от около 1280 г. пр.н.е. и е под формата на морални императиви и препоръки за по-добро общество. Малкият древногръцки град държава – Атина от около 8. век пр.н.е., е първото общество, което се основава на широкото включване на гражданите си в управлението (с изключение на жените и робската класа). Древногръцка Атина обаче няма наука за правото или дума за „закон“, и разчита вместо това на разграничението между следните три: божествения закон (темис), човешките закони (номос) и обичаите (дикѐ). Старогръцкото право въвежда някои основни конституционни нововъведения в развитието на атинската демокрация.
Римското право е силно повлияно от гръцката философия, но детайлните му разпоредби са изработени от професионални юристи и поради това са силно усложнени. През вековете между възхода и залеза на Римската империя правото се адаптира, за да се справи с променящата се социална обстановка и претърпява основна кодификация при Теодосий II и Юстиниан I.
Макар че по време на Средновековието кодексите са заменени от обичайното право и прецедентите, римското право е преоткрито през 11. век, когато средновековните учени започват да изучават римските закони и да адаптират техните концепции. В средновековна Англия кралските съдии развиват съвкупността на прецедента и така това по-късно става общото право (на английски: common law).
Широко разпространеният в Европа Лекс меркатория е формиран така, че търговците да могат да търгуват на практика по общи стандарти, а не по много отделни аспекти на местните закони. Лекс меркатория, предшественик на модерното търговско право, набляга на свободата на договаряне и на отчуждаемостта на собствеността. С нарастването на национализма през 18. и 19. век, Лекс меркатория е включен в законите на местните страни съгласно новите им граждански кодекси. Наполеоновият и германският граждански кодекси се превръщат в оказалите най-голямо влияние измежду тях. За разлика от английското право, във Франция и Германия се развива т.нар. гражданско право, което за разлика от големите томове на прецедентното право дава възможност малки книжки да се разпространяват между съдиите и да се прилагат. Все пак в днешно време има признаци на срещане и събиране на гражданското и прецедентното право. Правото на Европейския съюз е заложено в договорите, но се развива чрез прецеденти, определени от Европейския съд.
Древна Индия и Древен Китай имат различни традиции в правото и исторически имат отделни школи в правната теория и практика. Артхашастра, вероятно съставена около 100 г. от новата ера (макар че съдържа и по-стари текстове), както и Ману-смрити (ок. 100-300 г.) са основополагащите трактати в Индия и се състоят от текстове, които са считани за авторитетно правно ръководство. Основната философия на Ману е толерантността и плурализма и е цитирана в цяла Югоизточна Азия.Индуиската традиция, заедно с ислямския закон, е заменена от общото право, когато Индия става част от Британската империя. Малайзия, Бруней, Сингапур и Хонконг също приемат общото право. Правните традиции на Източна Азия отразяват уникалната смесица от светско и религиозно влияние.

Япония е първата страна, която започва да модернизира правната си система по западен образец, чрез привнасянето на части на френския, но най-вече от германския граждански кодекс. Това отчасти отразява статута на Германия като надигаща се сила в края на 19. век. По същия начин към последните години на династия Цин традиционното китайско право дава път на западното влияние, под формата на шест отделни кодекса, основани предимно на японския модел на германското право. Най-близко сходство към кодификациите от този период запазва тайванското право, поради разделянето между националистите на Чан Кай-ши, които бягат на острова, и комунистите на Мао Цзедун, които през 1949 г. печелят контрола над континентален Китай. Сегашната правна инфраструктура в Китайската народна република е силно повлияна от съветското социалистическо право, което по същество налага административното право за сметка на частното. Благодарение на бързата индустриализация, днес Китай е в процес на реформи, най-малко по отношение на икономическото право. След преговори, продължили петнадесет години, през 2001 г. Китай се присъединява към Световната търговска организация.